# Clara Peya
Clara Peya Rigolfas, född 6 april 1986 i Palafrugell, är en katalansk (spansk) pianist och kompositör. Sedan 2009 har hon givit ut ett antal album med en blandning av jazz, kammarmusik, rap, elektronmusik och pop, ofta kännetecknade av en feministisk framtoning.
Förutom Peyas egen rappande sköts sången oftast av gästsångerskor.

## Biografi

### Tidigt musikskapande
Sedan föddes i kustorten Palafrugell i nordöstra Katalonien (i provinsen Girona). Hon var tidigt del av olika musikensembler, och 2006 vann hon den katalanska talangtävlingen Sona 9 som del av folkpopgruppen Xazzar.
Året efter avslutade hon sina studier i klassiskt piano vid Escola Superior de Música de Catalunya. Därefter fortsatte hon som medlem av Xazzar, samtidigt som hon deltog i bildandet av jazzgruppen Proyecto Cumaco.

### Solokarriär
2009 har Peya givit ut ett tiotal album i eget namn, med musik som rört sig mellan pop, jazz, klassiskt och mer sångbetonat. 2009 publicerades det första soloalbumet, Declaracions ('Förklaringar'), och två år senare +Declaracions (ungefär 'Fler förklaringar'). Båda albumen innehåller ett tiotal låtar av Peya, med texter av Amadeu Bergés och sången framförd av ett antal olika kvinnliga röster. Bland de deltagande sångerskorna fanns Sílvia Pérez Cruz, Judit Neddermann och Bikimel.
2012 och 2013 kom Tot aquest silenci ('All denna tystnad') respektive uppföljaren Tot aquest soroll ('Allt detta oväsen'). 2016 års album Mímulus inkluderar sånginsatser av Alessio Arena och Sandra Sangiao. Espiral (2014) rörde sig mellan jazz och kammarmusik, och dess fyra långa melodier med titlarna "Hivern", "Primavera", "Estiu" och" Tardor" hade de fyra årstiderna som sammanhållande tema. Albumet tillägnades Claras faster Josefina Rigolfas, som även hon var (hon avled 2014) pianist. 2015 kom Mímulus, där sånginsatserna sköttes av Judit Neddermann och Ferran Savall.
På 2017 års Oceanes var temat vatten i olika former, särskilt i relation till kvinnlig kraft. På musikvideon som åtföljde titellåten 'Oceanes' rapsjunger Peya själv. Albumets titel är en feminin variant av det katalanska ordet oceans – 'oceaner' – och även relaterat till okeaniderna, döttrarna till Okeanos och Tetis i den grekiska mytologin.
Albumet Estómac (2018) fortsatte i Peyas blandning av jazz, rapsång, pop och elektronmusik. Albumet är också del av Peyas feministiska manifest, där hon försöker dekonstruera idén om romantisk kärlek. Albumet belönades senare med Premi Enderrock som "Årets album".
Hösten 2019 återkom Peya med A A (Analogia de l'A-mort), ett album med det dubbla temat kärlek och död (katalanskans l'amor och la mort – kärleken och döden – uttalas mycket snarlikt). Albumet innehåller 16 låtar, denna gång helt instrumentala och utan sång.
Sommaren 2020 publicerades det helt instrumentalt arrangerade och pianobaserade albumet Estat de larva. Albumet är komponerat och inspelat under 2020 års coronapandemi, och dess titel är en parafras på katalanskans estat d'alarma ('undantagstillstånd'). Albumtiteln betyder bokstavligen 'larvtillstånd', och de 16 enstaviga låttitlarna formar tillsammans frasen No sé vosaltres però jo necessito pell per viure ('Jag vet inte hur ni är, men jag behöver päls/skinn för att leva'). Albumet publicerades mellan avslutningen av Oceanes-turnén och starten på produktionen av det kommande albumet Perifèria, som gavs ut i början av 2021.
Peyas musik är i första hand framförd med sång på katalanska. Vissa låtar har dock sång på spanska.

### Teaterverksamhet
Clara Peya skriver också musik åt teater- och musikaluppsättningar, inklusive Mares i filles ('Mödrar och döttrar') och Homes foscos ('Mörka män'). Andra scenuppsättningar med musik av Peya är 4Carmen (kollektiv opera, 2015), Renard, o el llibre de les bèsties (Teatre Lliure, 2016) och Jane Eyre (Teatre Lliure, 2017).
2011 grundade Clara Peya tillsammans med sin syster Ariadna (koreograf och dansare) duon Les Impuxibles. De två har gjort scenframträdanden där musik och dans/balett kombinerats. 2019 presenterade duon föreställningen Suite TOC núm. 6, med OCD som tema. Clara Peya diagnosticerades med OCD som 21-åring, och problemen är en del av vardagen för henne, liksom hennes oortodoxa och expressiva pianospel.

## Diskografi
- 2009 – Declaracions ('Förklaringar')– sång: Sílvia Pérez Cruz med flera
- 2011 – +Declaracions – sång: Nina med flera
- 2012 – Tot aquest silenci ('All denna tystnad') –  sång: Alessio Arena och Judit Neddermann
- 2013 – Tot aquest soroll ('Allt detta buller') – sång: Alessio Arena och Judit Neddermann
- 2014 – Espiral ('Spiral') – sång: Ferran Savall, Rusó Sala, Alessio Arena i Judit Neddermann
- 2015 – Mímulus – sång: Judit Neddermann och Ferran Savall
- 2017 – Oceanes ('Oceaner') – sång: Sandra Sangiao
- 2018 – Estómac ('Mage') – sång: Magalí Sare[23]
- 2019 – A A – Analogia de l'A-mort (instrumentalmusik)
- 2020 – Estat de larva ('Larvtillstånd'; instrumentalmusik)
- 2021 – Perifèria

## Utmärkelser och nomineringar
- Premis ARC 2018 (för "Bästa turné – inomhuskonserter"), nominerad[24]
- Premis Butaca 2018 (för "Bästa komposition" – "AÜC: El so de les esquerdes"), nominerad[25]
- Premis Max (för "Bästa komposition"– till pjäsen Pluja), nominerad[26]
- Premi Enderrock (kritikerpriset) för Bästa album 2018 (Estómac)[27]
- Premi Nacional de Cultura 2018 (utdelad av Generalitat de Catalunya)[28]